# FC Viljandi
Az FC Viljandi egy labdarúgócsapat volt Viljandiban, Észtországban. A csapatot 2011-ben alapították, de egy évvel később feloszlott.

## Stadion
Hazai mérkőzéseit a Viljandi linnastaadionban játssza, ami 1,000 néző befogadására alkalmas. 

## Bajnoki múlt
| Szezon | Bajnokság | Helyezés | M  | Gy | D | V  | RG | KG | GK  | P |
| ------ | --------- | -------- | -- | -- | - | -- | -- | -- | --- | - |
| 2011   | 1         | 8        | 36 | 8  | 6 | 22 | 37 | 69 | –32 | 7 |

## Jelenlegi keret
| #  |     | Poszt | Név                |
| -- | --- | ----- | ------------------ |
| 1  | EST | K     | Alan Ventsel       |
| 3  | EST | V     | Priit Danelson     |
| 4  | EST | V     | Joel Indermitte    |
| 5  | EST | KP    | Mikk Sillaste      |
| 6  | EST | KP    | Jaan Kekišev       |
| 7  | EST | KP    | Jaan Leimann       |
| 8  | EST | KP    | Sander Sinilaid    |
| 9  | EST | CS    | Silver Lätt        |
| 10 | EST | KP    | Karl Mööl          |
| 11 | EST | KP    | Vladimir Vassiljev |

| #  |     | Poszt | Név              |
| -- | --- | ----- | ---------------- |
| 12 | EST | K     | Madis Rajando    |
| 15 | EST | KP    | Elvis Liivamägi  |
| 16 | EST | KP    | Ott Ottis        |
| 16 | EST | V     | Bert Klemmer     |
| 17 | EST | V     | Andrei Veis      |
| 18 | EST | CS    | Sander Lepik     |
| 21 | EST | KP    | Erkki Junolainen |
| 22 | EST | V     | Rauno Tutk       |
| 23 | EST | KP    | Sander Laht      |
| 45 | EST | KP    | Rasmus Munskind  |

## Külső hivatkozások
- Eredmények az sfstats.net honlapján
- Eredmények a soccerway.com honlapján.
- Játékoskeret az jalgpall.ee honlapján